# سالند
سالند مرکز بخش سردشت در شمال شهرستان دزفول در استان خوزستان و در جنوب غربی ایران. شهر سالند در ۴۵ کیلومتری شمال شهرستان دزفول از توابع بخش سردشت است.مردم‌ این شهر از قومِ لرِ بختیاری هستند.

## جمعیت
بر پایه سرشماری عمومی نفوس و مسکن در سال ۱۳۹۵ جمعیت این شهر ۲٬۵۶۰ نفر (در ۶۹۷ خانوار) بوده‌است.۳۰۰۰نفر